# خطة الترانسفير
خطة الترانسفير (من الإنجليزية Transfer وتعني ترحيل) أو خطط ترحيل الفلسطينيين هي مجموعة من العمليات والإجرائات التي قامت بها الميليشيات الصهيونية، ومن بعدها حكومة إسرائيل (وما زالت)، من أجل ترحيل أكبر عدد ممكن من السكان غير اليهود في أراضٍ تريد أن تضمها إلى الدولة الإسرائيلية (أو مضمومة سابقاً)، وذلك بهدف الحفاظ على يهودية الدولة الإسرائيلية.

## جذور فكرة الترحيل

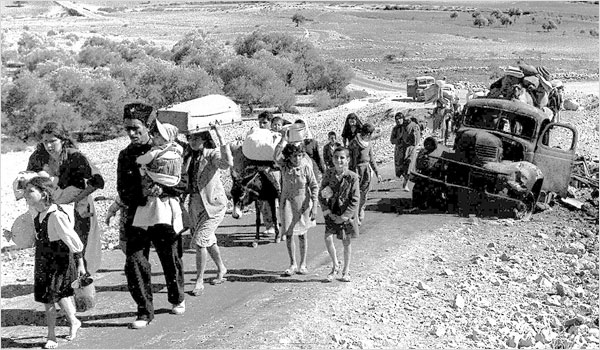
لاجئون فلسطينيون في سنة 1948

يعتبر موشي هس من أوائل من طرح فكرة إعادة انبعاث الأمة اليهودية.
بدأت فكرة الترحيل تظهر إلى حيز الوجود مع بداية الظهور الفعلي للحركة الصهيونية والتي تم إنشائها على يد ثيودور هرتزل ولا تزال تجهد للحيلولة دون عودة اللاجئين الفلسطينيين إلى ديارهم رغم صدور قرار حق العودة للاجئين الفلسطينيين في جمعية الأمم المتحدة.
كما قامت الحركة الصهيونية بالترويج إلى أن أرض فلسطين خالية خاوية حيث تم الترويج بشدة لمقولة إسرائيل زانجويل وثيودور هرتزل «أرض بلا شعب لشعب بلا أرض».
كما أرسل هرتزل إلى السلطان عبد الحميد الثاني قائلاً:
 إلا أن هذا الأمر تم رفضه من قبل السلطان عبد الحميد.
كما قال حاييم وايزمان:
صرح موشيه ديان لجريدة الهآرتس قائلاً:
كما صرح ديفيد بن غوريون قائلاً:

## الترحيل في فترة الانتداب
قامت التيارات الصهيونية خلال فترة الانتداب البريطاني على فلسطين بجملة أمور من شأنها تسهيل عملية الترحيل منها:
- شراء الأراضي من كبار الملاك الإقطاعيين العرب والفلسطينيين.[3]
- إقامة مستوطنات عليها وتشجيع الهجرة إليها.
- تولي الوظائف المركزية في أجهزة الحكم والإدارة وبسط السيطرة على القطاعات الاقتصادية في فلسطين.
- أمر مصادرة أراض (قانون رقم 24 لسنة 1943 قانون الأراضي).[4]
- المجازر بحق السكان العرب، مثل مجزرة دير ياسين والعمليات التي عرفت باسم خطة دالت.
- الاشاعات التي كانت تطلقها الحركات الصهيونية بأن ميليشيات صهيونية سوف تهاجم الأحياء والقرى العربية، لإرهاب السكان ودفعهم على الرحيل.

## الترحيل في القانون الإسرائيلي
امتدت مساحة الدولة العبرية المقترحة من قبل الأمم المتحدة عام 1947 على 54% من مساحة فلسطين، في حين كان عدد السكان اليهود فيها يبلغ الثلث فقط، كما كان مجمل ما يملكه اليهود في حينها لا يزيد عن 7% من أرض فلسطين. وبعد حرب 1948 في فلسطين وطرد معظم أهلها العرب الفلسطينيين منها، انتشرت مساحة الدولة العبرية إلى 78% من مساحة فلسطين. هذه الأمور كلها شجعت إلى إصدار القوانين التي تسهل عملية تمليك اليهود للأراضي الفلسطينية. من هذه القوانين:
- قانون أملاك الغائبين 1950: تم إصدار هذا القانون من قبل الكنيست وبموجبه كل من لم يتواجد بتاريخ معين ضمن حدود دولة إسرائيل فقد أملاكه. وبناءً عليه فقد ما لا يقل عن 700 ألف فلسطيني أراضيهم وبيوتهم.
- قانون امتلاك أراض 1953
- إلغاء إمكانية امتلاك أرض بعد فلاحتها

## الإجراءات الحالية التي تساهم في إستكمال خطة الترانسفير

### فيالأراضي الفلسطينية المحتلة
- مصادرة أراضي الضفة الغربية وبناء المستوطنات الإسرائيلية عليها
- تشديد القيود على فلسطينيي القدس من أجل دفعهم على الرحيل
- بناء جدار الفصل وتعمد مروره في داخل بعض القرى لتقسيمها (بحيث يصبح العيش في الجانب الغربي منها صعباً) أو فصله لأراضٍ زراعية عن منطقتها السكنية (بحث لا يصبح لأصحابها المزارعين مصدر دخل)
- دعوة بعض أعضاء الكنيست لترحيل العرب قسرياً إلى الجانب الشرقي من نهر الأردن (إلى الأراضي الأردنية)
- هجمات المستوطنين الإسرائيليين على بعض القرى الفلسطينية المعزولة (بحماية الجيش الإسرائيلي أحياناً)
- إرهاب السكان الفلسطينيين بواسطة هجمات صاروخية وعمليات قتل وخطف من قبل الجيش الإسرائيلي.

### في داخلإسرائيل
- عدم الاعتراف بكثير من القرى البدوية وبالتالي عدم امدادها بالبنية التحتية كالماء والكهرباء.
- عدم إعطاء ترخيص البناء من أجل التوسعة العمرانية الديمغرافية الطبيعية للعائلات العربية، وهدم أية بناء بدون ترخيص.